# Rolf Teucher

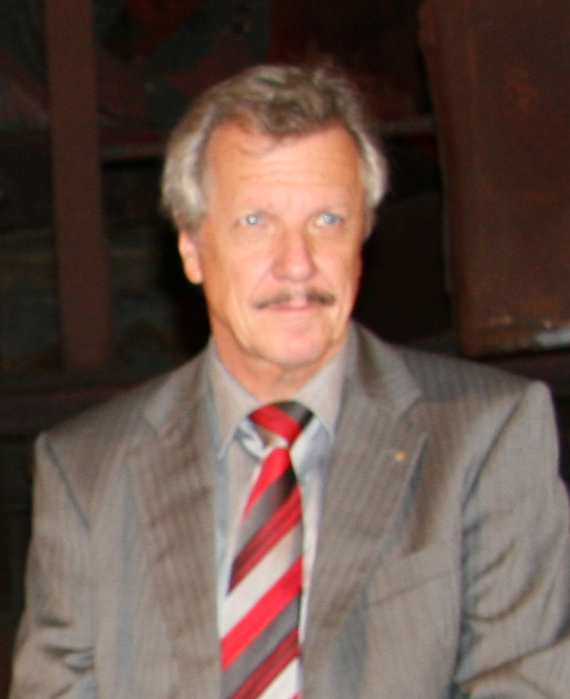
Rolf Teucher (2011)

Rolf Teucher (* 1944 in Flensburg) ist ein deutscher ehemaliger Kommunalpolitiker (SPD). Er war von 1987 bis 2003 Bürgermeister von Rendsburg.

## Leben
Teucher war im gehobenen Verwaltungsdienst der Bundesbahn tätig.
Ab 1976 war er Mitglied der Ratsversammlung und ab 1982 hauptamtlicher Senator der Stadt Rendsburg. Von 1987 bis 2003 war er Bürgermeister von Rendsburg.
Bis Juni 2015 war er Vorsitzender des Landeskulturverbandes Schleswig-Holstein. Außerdem war er Vorsitzender des Landesverbandes Schleswig-Holstein im Deutschen Bibliotheksverband und ab 1995 Vorsitzender des Büchereivereins Schleswig-Holstein.
Am 14. Dezember 2015 wurde Teucher mit dem Bundesverdienstkreuz am Bande ausgezeichnet.